# Niklas Bergius
Georg Nikolaus (Niklas) Josef Bergius, född 4 september 1871 i Uddevalla, död 17 april 1947 i Kungälv, var en svensk bokhandlare och folkhögskollärare.
Niklas Bergius var son till bokhandlaren Olof Georg Bergius. Han avlade mogenhetsexamen i Göteborg 1890 och inskrevs samma år vid Uppsala universitet. Där tillhörde Bergius en litterär kamratkrets som bland annat omfattade Karl-Erik Forsslund och Erik Brogren. Liksom Brogren övergick Bergius till katolicismen. Han var från 1892 anställd i sin fars bokhandel i Vänersborg, blev delägare i hans firma 1900 och samma år kommissionär för Svenska bokläggareföreningen. 1906 lämnade han dock firman. Bergius hade 1904 inträtt i den tyska provinsen av Jesuitorden i dess residens i Nederländerna, genomgick dess noviciat och den filosofiska delen av skolastikatet och mottog de lägre vigningarna 1907. 1908 lämnade han dock orden med anledning av Pius X:s encyklika mot "modernismen". Han återvände till Sverige där han 1914-1919 åter var delägare i familjens bokhandel. 1910 kallades han till av Karl-Erik Forsslund till Brunnsviks folkhögskola som lärare, och kom att arbeta där fram till 1927. Bergius utövade som personlighet och som föreläsare i allmän kulturhistoria ett stort inflytande på sina elever, bland vilka bland annat märkes Dan Andersson, Harry Blomberg och Ragnar Jändel. Bergius utgav verdandiskrifterna Erasmus av Rotterdam (1915), Platons livssyn (1917) och en skrift om Rabindranath Tagore 1921. Han översatte även bland annat J. Arthur Thomsons Vetenskapen.
År 1917 gifte sig Niklas Bergius med Eva von Bahr, Sveriges första kvinnliga docent i fysik. Makarna är begravda på Katolska kyrkogården i Stockholm.